# أرت ماكغفرن
أرت ماكغفرن هو لاعب كرة قاعدة كندي، ولد في 27 فبراير 1882 في سانت جون في كندا، وتوفي في 14 نوفمبر 1915 في دانفرز في الولايات المتحدة.

## وصلات خارجية
- أرت ماكغفرن على موقعبيزبول رفرنس.كوم (الدوري الرئيسي) (الإنجليزية)
- أرت ماكغفرن على موقعبيزبول رفرنس.كوم (الدوري الثانوي) (الإنجليزية)